# Hainardia
Hainardia és un gènere de plantes de la família de les poàcies. La seva única espècie, Hainardia cylindrica (Willd.) Greuter, és originària del Mediterrani i s'estén fins a l'Iraq i també a Sud-amèrica.

## Descripció
És una planta anual amb tiges de fins a 60 cm d'alçada, erectes o ascendents. Fulles amb lígula de 0,4-0,8 mm, glabra; limb de fins a 20 cm x 4 mm, amb nervis escàbrids en el feix. Espiga de fins a 22 cm, recta, amb eix gruixut i fins a 45 espiguetes. Gluma de 5-8,5 mm, amb nervis ben marcats, marge escariós estret i un solc transversal a la base. Lema de 4,2-6 mm, més curta que la gluma, amb nervis laterals curts i poc marcats. Pàlea tan llarga o una mica més que la lema. Anteras d'1,8-2,1 mm. Floreix i fructifica de Maig a Juny.

## Taxonomia
El gènere fou descrit per Linné i publicat a Boissiera. Memoires du Conservatoire de Botanique et de l'Institut de Botanique Systématique de l'Université de Genève 13: 178. 1967.
Etimologia
El gènere fou anomenat en honor de P.Hainardi, fitogeògraf i company de Greuter.